# Paraorbiniella
Paraorbiniella is een geslacht van borstelwormen uit de familie van de Orbiniidae.

## Soorten
- Paraorbiniella paucibranchiata Rullier, 1974